# Deinacrida pluvialis
Deinacrida pluvialis är en insektsart som beskrevs av Gibbs 1999. Deinacrida pluvialis ingår i släktet Deinacrida och familjen Anostostomatidae. Inga underarter finns listade i Catalogue of Life.